# Leptopterix turatii
Leptopterix turatii är en fjärilsart som beskrevs av Hartig 1936. Leptopterix turatii ingår i släktet Leptopterix och familjen säckspinnare. Inga underarter finns listade i Catalogue of Life.